# Gonzalo Pizarro

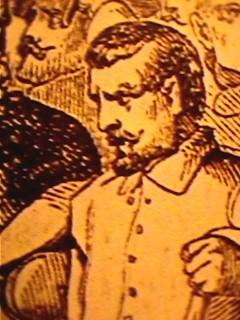
Gonzalo Pizarro

Gonzalo Pizarro (* 1502 in Trujillo, Spanien; † 10. April 1548 in Cusco, Peru) war ein Konquistador, ein spanischer Eroberer des 16. Jahrhunderts, und ein Halbbruder von Francisco Pizarro.

## Leben

### Conquista in Peru
Gonzalo Pizarro folgte 1530 mit seinen anderen Brüdern Francisco in die Neue Welt und war an der Eroberung des Inkareichs beteiligt. Als sein Bruder Francisco 1535 an die Küste zur neu gegründeten Stadt Ciudad de los Reyes (Lima) reiste, blieben Gonzalo und sein Bruder Juan als Statthalter in der Inkahauptstadt Cusco. Beide behandelten den neu eingesetzten Inka-Herrscher Manco sehr schlecht; Gonzalo begehrte sogar seine Schwester-Frau Cura Ocllo. Dadurch war er mit verantwortlich dafür, dass sich Manco gegen die Spanier stellte und einen Aufstand organisierte. Gonzalo überstand gemeinsam mit seinem Bruder Hernando die Belagerung von Cusco (1536/1537).
Francisco Pizarros früherer Partner Diego de Almagro, der zum Rivalen geworden war, nahm Gonzalo und Hernando in Cusco gefangen, aber Gonzalo konnte bald darauf entkommen. Gemeinsam mit Hernando besiegte er Almagro in der Schlacht von Las Salinas. Anschließend zog er nach Süden, ins heutige Bolivien, um dort Mancos Aufstandsbewegung niederzuschlagen. Dabei wurde er von Mancos Halbbruder Paullu tatkräftig unterstützt. Von April bis Juli 1539 unternahm er einen Feldzug gegen Manco, der sich in seiner Festung Vilcabamba befand. Aber Manco konnte knapp entkommen.

### Expedition ins Amazonasgebiet
Zur Wahrung seiner Interessen ernannte ihn sein Bruder Francisco zum Statthalter in Quito. Von dort aus unternahm er 1540 mit Francisco de Orellana eine Expedition in das Amazonasgebiet auf der Suche nach dem legendären „Zimtland“. Als er 1542 zerlumpt und halb verhungert wieder Quito erreichte, musste er erfahren, dass sein Bruder Francisco ermordet worden war und ein Abgesandter der spanischen Krone die Regierung übernommen hatte.

### Rebellion gegen den Vizekönig
Im selben Jahr wurde auf königlichen Erlass das Vizekönigreich Peru gegründet mit Blasco Núñez Vela als erstem Vizekönig. Als dieser in Peru ankam und die Leyes Nuevas („Neuen Gesetze“) zum Schutz der Indios durchsetzen wollte, rebellierten die spanischen Siedler und erwählten Gonzalo Pizarro zu ihrem Anführer. Pizarro besiegte Núñez Vela in der Schlacht von Iñaquito (1546) und erweiterte seinen Machtbereich bis nach Panama. In der Folge brach die Rebellion aber zusammen und endete 1548 mit der Schlacht von Jaquijahuana. Pizarro wurde wegen Hochverrats und Tyrannei zum Tode verurteilt.
Am 10. April 1548 wurde Gonzalo Pizarro in Cusco enthauptet. Seine letzten Worte (zum Scharfrichter) sollen „Mach deine Sache gut, Juan!“ gewesen sein.

## Nachkommen
Gonzalo hatte mit einer Inkaprinzessin einen Sohn, Francisco („Francisquito“, * ca. 1536) und eine Tochter, Inés (* ca. 1540). Nach der Niederschlagung von Gonzalos Rebellion wurden die Kinder auf königlichen Befehl nach Spanien gebracht. Inés heiratete ihren Cousin Francisco (Sohn ihres Onkels Francisco Pizarro, des Eroberers von Peru). Aber Francisco starb schon 1557. Zwei Jahre später heiratete Inés den Conquistador Francisco de Hinojosa.

## Rezeption
«Gonzalo Pizarro era valiente, sabia poco, tenia muy buen rostro y buena barba, hombre apretado y no largo, y muy buen hombre de á caballo.»

„Gonzalo Pizarro war mutig, wusste wenig, hatte ein sehr gutes Gesicht und guten Bart, ein gedrungener, nicht großer Mann und sehr guter Reiter.“